# Монтелеоне д'Орвијето
Монтелеоне д'Орвијето (итал. Monteleone d'Orvieto) је насеље у Италији у округу Терни, региону Умбрија.
Према процени из 2011. у насељу је живело 601 становника. Насеље се налази на надморској висини од 493 м.

## Становништво
Према резултатима пописа становништва 2011. у општини је живело 1.559 становника.
| 1931. | 1936. | 1951. | 1961. | 1971. | 1981. | 1991. | 2001. | 2011. |
| ----- | ----- | ----- | ----- | ----- | ----- | ----- | ----- | ----- |
| 2.478 | 2.532 | 2.567 | 2.254 | 1.786 | 1.629 | 1.607 | 1.629 | 1.559 |